# Repetophragma filiattenuatum
Repetophragma filiattenuatum är en svampart som först beskrevs av Matsush., och fick sitt nu gällande namn av Chirayathumadom Venkatachalier Subramanian 1992. Repetophragma filiattenuatum ingår i släktet Repetophragma, klassen Dothideomycetes, divisionen sporsäcksvampar och riket svampar.   Inga underarter finns listade i Catalogue of Life.